# فرشاد فتوحی
فرشاد فتوحی (زادهٔ ۱۹۵۷ میلادی) دانشمند رایانه در زمینه داده‌کاوی و وب معنایی اهل ایالات متحده آمریکا است.